# Monos Fahrzeugfabrik
Die Monos Fahrzeugfabrik GmbH war ein deutscher Automobilhersteller. Sie hatte ihren Fabriksitz im Stadtbezirk Berlin-Lichtenberg und bestand lediglich drei Jahre.

## Beschreibung
Das Unternehmen hatte seinen Sitz an der Herzbergstraße 104 in Berlin-Lichtenberg. Allerdings wird auch die Zimmerstraße 14–15 genannt, die in den 1920er Jahren ebenfalls zu Lichtenberg gehörte. Der Ursprung liegt in der österreichischen Monos Fahrzeug AG aus Wien, die ab 1924 motorisierte Lastendreiräder hergestellt hatte, 1928 die Produktion aufgab und den restlichen Fahrzeugbestand an Krauseco abgab. Die Bauzeit in Berlin war von 1928 bis 1930.

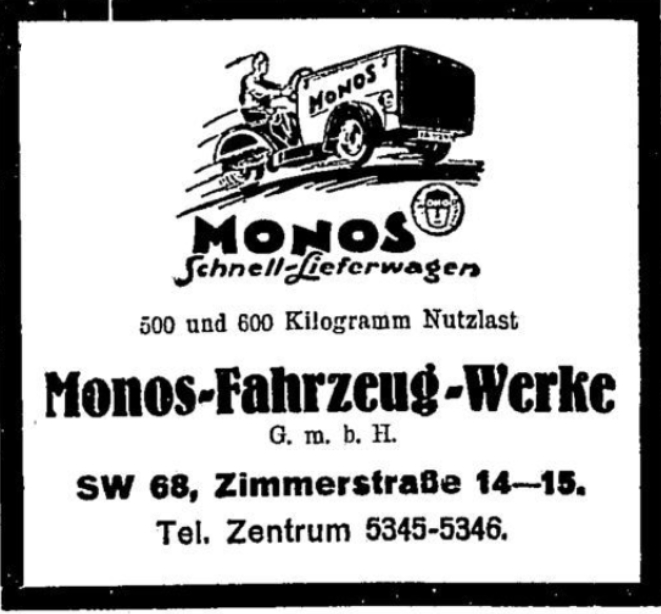
Werbung in einer Berliner Tageszeitung, 1929

Das Hauptmodell war der Monos Schnell-Lieferwagen Typ VIII, angeboten von 1928 bis 1930 (siehe Werbeanzeige). Das dreirädrige Fahrzeug hatte das einzelne Rad hinten. Ein luftgekühlter Einzylinder-Viertaktmotor von J.A.P. trieb das Hinterrad an. Überliefert sind Motoren mit 347 cm³ Hubraum und 8,5 PS sowie mit 498 cm³ und 10 PS. Der Fahrer saß hinten auf einem Sattel. Dahinter war in einigen Ausführungen noch ein zweiter Sattel für einen Mitfahrer. Vorne befand sich wahlweise Pritsche oder Kasten für Waren.
Von 1929 bis 1930 gab es auch den Monos 200. Hier war das einzelne Rad vorne. Neben dem genannten stärkeren JAP-Motor gab es auch einen Einzylinder-Zweitaktmotor von DKW mit 198 cm³ Hubraum und 5,5 PS Leistung. Er war hinter dem Vorderrad montiert und trieb über eine Kette das rechte Hinterrad an. Überliefert sind Einsitzer mit hinterem Kasten und offener Zweisitzer mit Tandemsitzen. Die Konstruktion stammte von Fritz Görke, der auch das Mollmobil konstruiert hatte.
In einer anderen Quelle steht, dass der Monos 200 auf der Leipziger Messe 1929 präsentiert wurde. Es war ein Dreisitz mit zwei Sitzen hintereinander. Erwähnt werden ein Allwetterverdeck und die Möglichkeit, das Fahrzeug sowohl als Pkw als auch als Transporter zu verwenden. Ein Zweitaktmotor mit 198 cm³ Hubraum und Gebläsekühlung war an der rechten Außenseite montiert. Das Getriebe hatte drei Gänge. Der Preis betrug 1425 Reichsmark.